# Langrune-sur-Mer
Langrune-sur-Mer – miejscowość i gmina we Francji, w regionie Normandia, w departamencie Calvados.
Według danych na rok 1990 gminę zamieszkiwało 1539 osób, a gęstość zaludnienia wynosiła 325 osób/km² (wśród 1815 gmin Dolnej Normandii Langrune-sur-Mer plasuje się na 145. miejscu pod względem liczby ludności, natomiast pod względem powierzchni na miejscu 904.).